# Dicranota neomexicana
Dicranota (Rhaphidolabis) neomexicana là một loài ruồi trong họ Pediciidae. Chúng phân bố ở vùng sinh thái Nearctic.